# وكم
الوكم ظاهرة صوتية لغوية قديمة تنسب لربيعة وهي كسر كاف المخاطب إذا كان قبل الكاف ياء أو كسرة. فيقال: عليكِم وبكِم. وهذه ظاهرة حادثة بسبب المماثلة بين الأصوات المتجاورة، فقد تأثرت ضمة الكاف بكسرة الباء فجعلت مكسورة لتنسجم مع ما قبلها.